# Chenolea
Chenolea es un género de plantas fanerógamas pertenecientes a la familia Amaranthaceae.

## Distribución
El área de distribución nativa de este género se extiende en África austral.

## Taxonomía
El género fue descrito por Carl Peter Thunberg y publicado en Nova Genera Plantarum 1: 9, en 1781.

## Especies
Comprende 2 especies aceptadas:
- Chenolea convallis Snijman y J.C.Manning, 2013
- Chenolea diffusa Thunb., 1781